# Köping FF
Köpings FF ist ein schwedischer Fußballverein aus Köping in der schwedischen Provinz Västmanlands län. Der Verein ist die ehemalige Fußballsektion von Köpings IS, die eine Spielzeit zweitklassig antrat.

## Geschichte
Köpings IS entstand 1910 aus der IFK Köping. Mit Karl Gustafsson, der auch dem neuen Klub angehörte, hatte dieser 1908 beim ersten Fußball-Länderspiel der schwedischen Nationalmannschaft einen Nationalspieler gestellt. Später lief mit dessen Vereinskamerad Hjalmar Lorichs ein weiterer Spieler für die Auswahl auf. Währenddessen trat die Mannschaft im mittelschwedischen Wettbewerb Mellansvenska Serien an, die der Klub 1914 als Meister beendete. Bereits drei Jahre später belegte er jedoch lediglich den letzten Tabellenplatz und stieg aus der Serie ab. Zwei Jahre später kehrte die Mannschaft zurück und spielte in den folgenden Jahren im hinteren Tabellenbereich. Als die Serie 1925 als inoffizielle zweite Spielklasse unterhalb der Allsvenskan eingeführt wurde, gehörte die Mannschaft zu den Gründungsmitgliedern. Jedoch verpasste sie die offizielle Einführung, als sie zwei Jahre später nicht zu den ersten vier Mannschaften gehörte, die in die zweite Liga aufgenommen wurden. 1929 gelang die Rückkehr in die zweithöchste Spielklasse, nach nur drei Saisonsiegen belegte sie gemeinsam mit Sundbybergs IK einen Abstiegsplatz und verabschiedete sich direkt wieder von diesem Spielniveau. Bereits zwei Jahre später erfolgte der Absturz in die Viertklassigkeit, in den 1960er bis 1980er Jahren spielte der Klub wieder zeitweise drittklassig.
1990 machte sich die Fußballsektion von Köpings IS, die seinerzeit in der fünfthöchsten Spielklasse antrat, selbständig. In den folgenden Jahren reüssierte die Mannschaft in der vierten und fünften Spielklasse, zeitweise verpasste die Mannschaft knapp die Rückkehr in die dritthöchste Spielklasse. 2005 verpasste der Klub aufgrund einer Ligareform den Klassenerhalt in der Viertklassigkeit: in einer Relegationsrunde belegte die Mannschaft hinter Vallentuna BK und Älvsjö AIK den letzten Rang. In den folgenden Jahren jeweils im Aufstiegskampf vertreten, dauerte er bis zur Spielzeit 2008, ehe sie vor Karlstad BK als Staffelsieger abermals in die vierte Liga aufstieg. Nach dem erneuten Abstieg 2010 tritt der Verein wieder fünftklassig an.